# COUM Transmissions
Coum Transmissions va ser un col·lectiu artístic, en funcionament des de finals dels anys 60 fins a finals de la dècada dels 70, caracteritzat per unes atuacions sovint destinades a impactar i forçar els límits i la tolerància dels seus espectadors.

## Orígens
El creador i principal impulsor de COUM Transmissions, Neil Megson (que el 1971 es canvià el nom per Genesis P-Orridge), fundà aquest col·lectiu el 1969, després d'haver anat durant un breu període a la universitat de Hull, i després d'una estada de tres mesos al grup Transmedia Explorations. P-Orridge també participava en un grup musical anomenat COUM, tocant el violí; COUM arribaren a publicar un (únic) LP i fins i tot actuaren com a teloners de Hawkwind. Absorbint influències de diversos corrents artístics avantguardistes, COUM Transmissions començaren la seva trajectòria amb P-Orridge, la seva parella Christine Newby (més endavant, Cosey Fanni Tutti) i diversos altres membres.
Aviat COUM van ser coneguts a la Gran Bretanya per les seves actuacions, que sovint incloïen 
tàctiques de xoc destinades a impactar i provocar els seus espectadors. Amb el temps, la seva popularitat va traspassar fronteres i COUM realitzaren actuacions a Alemanya, Itàlia, Països Baixos, Suècia i els Estats Units, amb el suport econòmic de l'Arts Council.

## Prostitution
La fama de COUM va tocar sostre amb l'exhibició Prostitution, que tingué lloc entre el 19 i el 26 d'octubre de 1976 a l'Institute of Contemporary Arts (ICA) de Londres. L'exposició consistia en objectes utilitzats per COUM en les seves actuacions anteriors, fotografies de COUM en acció, retalls de premsa sobre COUM i diferents fotografies eròtiques i pornogràfiques de Cosey Fanni Tutti (que treballava posant per a diferents publicacions d'aquests gèneres), usades sense permís dels seus publicadors. Amb aquesta exposició, COUM pretenien, d'una banda, mostrar les condicions d'homes i dones sota el capitalisme i, de l'altra, atacar els valors artístics i familiars tradicionals. L'impacte mediàtic de Prostitution va ser immens: els diaris més importants en parlaven contínuament, i es van plantejar qüestions al respecte al Parlament britànic; el parlamentari conservador Nicholas Fairbairn els va descriure com a "destructors de la civilització".
Prostitution causà un escàndol no tan sols pel seu contingut, sinó també per la percepció (afavorida per alguns mitjans) que s'estaven malgastant diners de l'erari públic (enmig de la gran crisi econòmica que estava travessant la Gran Bretanya). Veient les reaccions que havia despertat l'exhibició, l'Arts Council va reconsiderar el seu suport a exhibicions potencialment polèmiques.
La nit de l'opertura de Prostitution significà també la presentació en públic de Throbbing Gristle, grup creat per P-Orridge (veu, baix i violí), Tutti (guitarra), Peter 
Christopherson (cintes i efectes sonors) i Chris Carter (sintetitzadors). Christopherson i Carter s'havien unit a COUM Transmissions el 1974 i 1975, respectivament, i havien participat en diferents atuacions amb P-Orridge i Tutti.

## Conseqüències
El ressò de Prostitution tingué diferents conseqüències sobre el col·lectiu COUM; se'ls retiraren les subvencions de l'Arts Council, i Tutti fou quasi totalment foragitada de les publicacions on havia treballat (tot i que continuà fent espectacles de striptease). Des d'aleshores, el vehicle principal d'expressió del quartet de P-Orridge, Tutti, Christopherson i Carter ja no seria COUM, sinó el grup Throbbing Gristle, que amb el temps esdevindria una formació pionera en el naixement i desenvolupament de la música industrial.